# STREET PANIC
『STREET PANIC』（ストリート・パニック）はCup'sの1stスタジオ・アルバム。

## 内容
シングル曲を含んだ1stアルバム。ギターはフェンダー・ストラトキャスター、ギブソン・ES-335、アイバニーズ・AR300など。ギターアンプは、ローランド・JC-160、フェンダー・ツインリバーブ、ボーカル用マイクは、三研マイクロホン・CU-44XⅡを使用。

## 批評
CDジャーナルは「歌謡曲テイストという楽曲アレンジを施し、90年代風歌謡ロックに昇華している」と評した。

## 収録曲
1. 何度もKissして抱きしめたい
2. 愛しているのに Bye Bye Love
3. TRYIN' TO GET YOU
4. TRUST ME
5. 泣きたいくらい寂しいよ
6. Don't Make Me Blue Tonight
7. うれし涙でおぼれたい
8. Dancing on the Beach
9. どうにもならないこの想い
10. 今夜を最後に

## 参加者
- 内田幸宏 - メインボーカル・コーラス
- 内田宜宏 - ギター・コーラス
- 加藤貴也 - キーボード
- 寺尾広 - キーボード